# Kentaro Ozaki
Kentaro Ozaki (japanisch 尾崎 健太郎; * 14. Februar 1997 in Chigasaki, Präfektur Kanagawa) ist ein japanischer Fußballspieler.

## Karriere
Nachdem er bis Anfang März 2024 beim Manukau United FC gespielt hatte, wechselte er zum Start der neuen Saison 2024 zum Manurewa AFC. Hier kam er in der National League North bei jedem Saisonspiel seiner Mannschaft zum Einsatz, zudem gelang ihm ein Treffer. Manurewa landete am Ende der Saison auf einem Relegationsplatz. Zur Championship-Runde wechselte er zum Auckland City FC, kam in allen Partien zum Einsatz und erzielte ein Tor. Mit seinem Einsatz im Grand Final trug er zum Gewinn der Meisterschaft seines Klubs bei.